# Daniel Bacheler
Daniel Bacheler, también llamado en ocasiones como Bachiler, Batchiler o Batchelar (16 de marzo de 1572  – 29 de enero de 1619) fue un compositor y laudista inglés. Se considera que fue uno de los laudistas ingleses que más éxito obtuvo en vida. 
Nació en Aston Clinton, Buckinghamshire, hijo de Richard Bachelor y su mujer Elizabeth, realizó su aprendizaje musical de la mano de su tío, Thomas Cardell que fue intérprete de laúd y maestro de baile en la corte de la reina Isabel I de Inglaterra. 
Daniel Bacheler, trabajó a lo largo de su vida como músico al servicio varios señores, incluyendo Sir Francis Walsingham, Robert Devereux II conde de Essex y finalmente para la reina Ana de Dinamarca, reina consorte de Inglaterra y Escocia al casarse con Jacobo VI de Escocia.
En la corte compuso alrededor de 50 piezas para laúd, incluyendo pavanas, gallardas, allemandes y fantasías, así como un conjunto de variaciones sobre el tema "Monsieurs Almaine".
Fue enterrado el 29 de enero de 1619 en The Lee, Kent.